# Josep Soler i Miquel
Josep Soler i Miquel (Les Borges Blanques, 1861 — Barcelona, 21 de març de 1897), conegut també pel sobrenom de «Lo Pep de les Borges», va ser un crític literari.
Va cursar estudis de dret a Barcelona, tot i que es va doctorar a Madrid, on havia tingut com a professor Francisco Giner de los Ríos. Professionalment va començar com a passant de Joan Sardà i Lloret, encara que abandonaria l'advocacia i centraria la seva activitat en la crítica literària. Ubicat en ple moviment modernista, compartia el parer de Joan Maragall i Joan Sardà i Lloret que el modernisme era la reaparició del Romanticisme.
És considerat com un dels teòrics més importants dels primers anys d'aquest moviment.
Amic personal de Joan Maragall, la llarga correspondència que van mantindre ha permès d'entendre millor el pensament maragallià.
Va començar a col·laborar a La Vanguardia el 1894  i hi va continuar fins a la seva mort.
Havia traduït del provençal Lo poema del Rose, de Frederic Mistral, que es publicaria pòstumament el 1900.
Es va suïcidar la nit del 20 al 21 de març de 1897.